# Bole (Ghana)
Koordinaten: 9° 2′ N, 2° 30′ W
Bole ist die Hauptstadt des Bole District in der Savannah Region in Ghana. Sie hat 12.921 Einwohner (Volkszählung 2010).
Bole liegt in einer dünn besiedelten Gegend und ist das einzige städtische Zentrum im Bole District. Die Stadt ist bekannt für eine alte Lehmmoschee, die oft – nach der Moschee von Larabanga – als zweitälteste ihrer Art in Ghana bezeichnet wird. Sie befindet sich etwa 50 Meter hinter einer großen und stadtbildprägenden modernen Moschee. Zwei weitere, an der Durchzugsstraße gelegene Lehmmoscheen in Bole sollen aus dem 18. Jahrhundert stammen. Die Durchzugsstraße verbindet die Stadt mit den Regionalhauptstädten Kumasi und Wa. In Bole befinden sich ein Distriktkrankenhaus und ein Postamt.